# コロシアム2000
コロシアム2000（Colosseum 2000）は、日本の総合格闘技大会。2000年5月26日、東京都文京区の東京ドームで開催された。

## 概要
コロシアム2000実行委員会が主催し、コミッショナーにはテレビ東京の菅谷定彦副社長（当時）が就任した。スポンサーは、総合格闘技団体「パンクラス」の公式スポンサーだったサミー。サミーとテレビ東京が半分ずつ出資して5億円の予算で開催された。
パンクラス所属の船木誠勝とヒクソン・グレイシーの対戦をメインイベントとして、総合格闘技をメインにフルコンタクト空手やキックボクシングの試合、緑健児の特別演武も組まれたバラエティ豊かな興行であった。それまで対立関係にあったパンクラスとリングスが同じ大会に選手を派遣することでも話題になった。その他に極真会館緑派やUFC-Jが協力した。
2000年2月26日には田村潔司がヘンゾ・グレイシーを、同年5月1日のPRIDE GRANDPRIX 2000 決勝戦では桜庭和志がホイス・グレイシーを破るなど、UWF系出身のプロレスラーがグレイシー一族に勝利を収めており、メインイベントの船木にもヒクソン撃破の期待がかかっていたが、船木はチョークスリーパーで失神負け。試合後の記者会見で船木は現役引退を表明した。ヒクソンもこの試合の後は試合をしておらず、結果的にこれが現役最後の試合となった。
ヒクソンのファイトマネーは200万ドルで当時のレートで約2億5000万円、船木のファイトマネーは1000万円だった。
当初の開催予定は3月であったが、PRIDEなど他の格闘技大会と日程を考慮して5月に開催となった。
リングサイドのVIP席のチケットがチタン製で、価格が16万円であった。
またVIP席購入者の特典として、大会開催前に使用できる専用控え室が1塁側ベンチ裏に用意されており、非売品の大会グッズ及び大会パンフレット、大会終了後のフェアウェルパーティー参加権、さらに後日、実際に大会当日に使用されたVIP席の椅子が購入者の自宅まで届けられた。

## テレビ放送
大会スポンサーであるサミーの提供で試合当日の22時からテレビ東京の1時間枠の放送が行なわれた。録画中継だったが、総合格闘技が地上波のプライムタイムで放送されるのは、これが史上初だった。
放送された試合は近藤有己と船木誠勝の2試合で、その他の試合はエンディングでダイジェストで紹介された。解説は当時『格闘技通信』編集長だった朝岡秀樹。ゲストは当時柔道家の吉田秀彦とタレントの関根勤と来栖あつこ。視聴率は12.6%を獲得した。
同時にディレクTVでもペイ・パー・ビューで生中継された。

## 終了後
この大会以後もメインイベントをヒクソンとした後継大会が模索され、小川直也 vs. ヒクソン、長州力 vs. ヒクソンなどプロレスラーとの対戦が一部スポーツ紙で報道されたが、いずれも実現には至っていない。
長州力と親しい元新日本プロレスの永島勝司によると、長州vs.ヒクソン戦は他のカードで新日本から中西学、藤田和之、佐々木健介が参戦する形で、2002年の1月か4月にイベントを開催することでコロシアム2000実行委員会との間で話が内定していたが、長州の気持ちの問題でヒクソン戦は消滅して、イベントも流れたという。2002年大会では、テレビ東京に代わってテレビ朝日とBS朝日がイベントに関わるはずだった。
また、コロシアム2000は、魔裟斗をエースとするK-1 MAXが2002年に誕生するきっかけになった。コロシアム2000での魔裟斗の試合をTBSテレビの樋口潮プロデューサーが観戦して注目したことによる。

## 試合結果
第1試合 コロシアムルール 15分1R
○  近藤有己 vs  サウロ・ヒベイロ ×
1R 0:22 KO（右ハイキック→パウンド）
第2試合 コロシアムルール 15分1R
△  須藤元気 vs  アンドレ・ペデネイラス △
1R終了 時間切れ
第3試合 キックボクシングルール 66.5kg契約 3分5R
○  魔裟斗 vs  メルチョー・メノー ×
4R 2:59 KO（3ノックダウン：ローキック）
第4試合 極真会館 特別ルール
○  鈴木国博 vs  ルシアーノ・パジレ ×
最終延長 判定5-0
第5試合 リングスKOKトーナメントルール 5分2R
○  マリオ・スペーヒー vs  金原弘光 ×
2R終了 判定2-0（20-18、20-18、20-20）
第6試合 リングスKOKトーナメントルール 5分2R
○  田村潔司 vs  ジェレミー・ホーン ×
2R終了 判定3-0（20-19、20-19、20-19）
第7試合 コロシアム特別ルール 15分無制限ラウンド
○  ヒクソン・グレイシー vs  船木誠勝 ×
1R 11:46 チョークスリーパー